# Erik Josten
Erik Josten, annars känd som Power man, Smuggler, Goliath och Atlas, är en fiktiv karaktär som förekommer i amerikanska serietidningar publicerade av Marvel Comics. Karaktären har varit en framträdande medlem i både The Masters of Evil och The Thunderbolts.

## Historik
Skapades av författaren Stan Lee, och konstnärerna Don Heck och Jack Kirby, och dök upp för första gången i Avengers vol. 1 #21 (oktober 1965) som Power Man, i Spectacular Spider-Man #49 (december 1980) som Smuggler, i Iron Man Annual #7 (oktober 1984) som Goliat, och i Incredible Hulk #449 (januari 1997) som Atlas.

## Fiktiv biografi
Eriks föräldrar var bönder som förlorade sin gård som en följd av att Eriks brott som Power Man kom med på nyheterna. Ingen i deras stad gjorde affärer med Jostens. Hans äldre bror Carl var en alkoholist och en spelmissbrukare. Hans yngre syster Lindy dödades när hon var 10 år gammal och Erik var 17. Hon försökte följa honom och hans vänner på sin cykel och blev så småningom påkörd av en bil. Hans yngre bror Conrad skämdes så mycket för Erik att han rymde och bytte namn. Carl blev mördad av en lånehaj han var skyldig pengar. Conrad var invald till Inlösare och tog Eriks tidigare kodnamn Smuggler och fick en kostym som tillät honom att komma åt "The Darkforce Dimension". Conrad och de flesta av Inlösarna dödades av skurken Graviton. Flera år senare tvingade Zemo Erik att förråda the Thunderbolts genom att erbjuda sig att rädda Conrad från "the darkforce dimension". Conrad tjänade ett kort tag som en medlem av the Thunderbolts tillsammans med Erik och de slöt fred med sitt förflutna.

## I andra medier

### Tv
- Erik Josten dyker upp i Captain America/Avengers delen av Marvel Super Heroes, spelad av Paul Kligman.
- Erik Josten medverkar i Avengers: Ultron Revolution, spelad av Jesse Burch. Han dyker först upp som en medlem av Masters of Evil som sitt alias Goliat i avsnitten "Adapting to change" och "Under Siege".[7]  Senare dyker han upp igen, då som en medlem av Thunderbolts medan han var sin alias Atlas i avsnittet "Thunderbolts", och som både persona i avsnittet "Thunderbolts Revealed".

### Tv-spel
- Erik Jostens alias Goliat dyker upp i tv-spelet Iron Man and X-O Manowar in Heavy Metal.